# Тайти, Кивако
Кивако Тайти (яп. 太地 喜和子 Тайти Кивако, 2 декабря 1943, Токио, Япония — 13 октября 1992, Сидзуока, Япония) — японская актриса. 

## Биография
За свою кинокарьеру, длившуюся в 1960—1988 года, она сыграла более чем в 20-ти фильмах и телесериалах; лауреат двух премий «Hochi Film Award» (1976, 1977).
48-летняя Кивако погибла в автокатастрофе 13 октября 1992 года в Сидзуоке (Япония).